# The Hound of the Baskervilles (pel·lícula de 2000)
The Hound of the Baskervilles és un telefilm canadenc del 2000 dirigit per Rodney Gibbons i protagonitzat per Matt Frewer i Kenneth Welsh. La pel·lícula està basada en la novel·la homònima de Sherlock Holmes d'Arthur Conan Doyle de 1902.

## Argument
Segons la llegenda, el fantasma d'un horrible mastí ronda els camps anglesos de Devon, turmentant la noble família Baskerville a causa d'una antiga maledicció. Sir Charles (Barry Baldaro) mor en circumstàncies misterioses, teòricament a causa d'un greu atac de cor, però, segons molts, provocat per l'aparició del gos fantasmagòric. Entre els habitants es rumoreja que aquesta mort marcar el final de la maledicció que havia assetjat la família durant més de tres-cents anys, que proclamava que l'últim descendent de la família moriria assassinat per una gran bèstia negra que vagava pels erms. Però després de la seva mort, el títol i les propietats dels Baskerville passen al seu nebot, el jove Sir Henry (Jason London), l'únic hereu, qui torna a Anglaterra des del Canadà per consell del Dr. Mortimer (Gordon Masten), un amic de la família. Aviat, algú comença a amenaçar-lo de mort.
Mortimer recorre a Sherlock Holmes (Matt Frewer) per frustrar d'una vegada per totes la superstició que impera a la regió i protegir el jove Sir Henry de caure'n víctima. Aleshores, Holmes li indica al seu fidel assistent, el doctor Watson (Kenneth Welsh), que acompanyi Sir Henry a Devonshire per investigar les amenaces i intentar aclarir el misteri. El castell ombrívol i els erms desolats que l'envolten semblen amagar secrets realment sobrenaturals. Segons el detectiu, les pistes apunten a un crim; però... qui hi ha realment darrere d'aquest sinistre complot?.

## Repartiment
- Matt Frewer com a Sherlock Holmes
- Kenneth Welsh com a Dr. John H. Watson
- Jason London com a Sir Henry Baskerville
- Emma Campbell com a Beryl Stapleton
- Gordon Masten com a Dr. Mortimer
- Robin Wilcock com a Stapleton
- Barry Baldaro com a Sir Charles

## Producció
La primera de les quatre adaptacions de Sherlock Holmes protagonitzades per Frewer en el paper del detectiu i Welsh en el de Watson, The Hound of the Baskervilles va anar seguida per The Sign of Four el 2001, després The Royal Scandal (una barreja de "A Scandal in Bohemia" i "The Adventure of the Bruce-Partington Plans") el 2001, i amb The Case of the Whitechapel Vampire (una història original) com a la pel·lícula final, estrenada el 2002. A causa de la compatibilitat del duo, se'ls va demanar que es quedessin per a una seqüela de la pel·lícula. En el moment de l'estrena, aquesta era la sisena adaptació de la història d'Arthur Conan Doyle El gos dels Baskerville.
La pel·lícula va ser produïda per la productora de Mont-real Muse Entertainment i, encara que tant Frewer com Welsh no havien llegit la història original, això no va dissuadir els productors de contractar-los. Els dos actors van ser elegits per als papers a causa de la seva experiència prèvia de formació teatral. El pressupost de la pel·lícula va ser d'uns generosos 4,5 milions de dòlars, cosa que la va posar un pas per sobre de la majoria de pel·lícules de televisió. La major part del pressupost de la pel·lícula es va destinar a la creació de decorats molt elaborats per capturar l'essència de les ubicacions del llibre. El dissenyador de producció Jean-Baptiste Tard tenia 600.000 dòlars per crear el 221B de Baker Street, així com una façana per a Baskerville Hall.
La pel·lícula es va rodar al Quebec, utilitzant els carrers del barri històric de Mont-real Vieux-Montréal per imitar l'emblemàtica residència de Baker Street de Holmes i els carrers de Londres. La localitat rural de Harrington (Quebec), propera a Mont-real, va ser utilitzada com a substituta dels erms anglesos prop de la casa de Henry Baskerville. El "gos" era un pastor alemany entrenat augmentat amb l'ús de lents de contacte i CG. Bona part de la pel·lícula va ser filmada a la Montacute House de Somerset (Anglaterra).
The Hound of the Baskervilles va estrenar-se als Estats Units a la televisió per cable Odyssey Network el 21 d'octubre de 2000 i set dies després va debutar al Canadà a la CTV.

## Recepció
El retrat que Frewer fa de Holmes va ser molt criticat. Ha estat descrit com un actor que és "normalment excèntric i amb cara de goma", la qual cosa permet als crítics anomenar la seva adaptació la "versió Ace Ventura de Sherlock Holmes". "Les peculiaritats maníaques de Frewer deuen més a Jim Carrey que a Basil Rathbone", va dir un crític. La caracterització de l'actor s'ha qualificat de més gai, cosa que deriva del que la crítica va anomenar "l'interès subliminal de Holmes pel jove i guapo Sir Henry Baskerville".
Per tal de destacar la seva interpretació de Holmes, Frewer va decidir aprofundir en el costat genial de Holmes. En una entrevista a The Globe and Mail, Frewer va comentar la seva visió de l'infame detectiu, dient: "Vaig decidir que Holmes té aquestes tempestes d'idees literals. Amb prou feines pot mantenir-se al dia amb les seves pròpies idees. El seu cervell funciona ràpidament, però sempre té aquesta reserva i comportament tranquils. Així que és exactament com vaig decidir interpretar-lo."